# Megalopsallus ellae
Megalopsallus ellae är en insektsart som beskrevs av Schuh och Schwartz 2004. Megalopsallus ellae ingår i släktet Megalopsallus och familjen ängsskinnbaggar. Inga underarter finns listade i Catalogue of Life.